# Hayton Castle

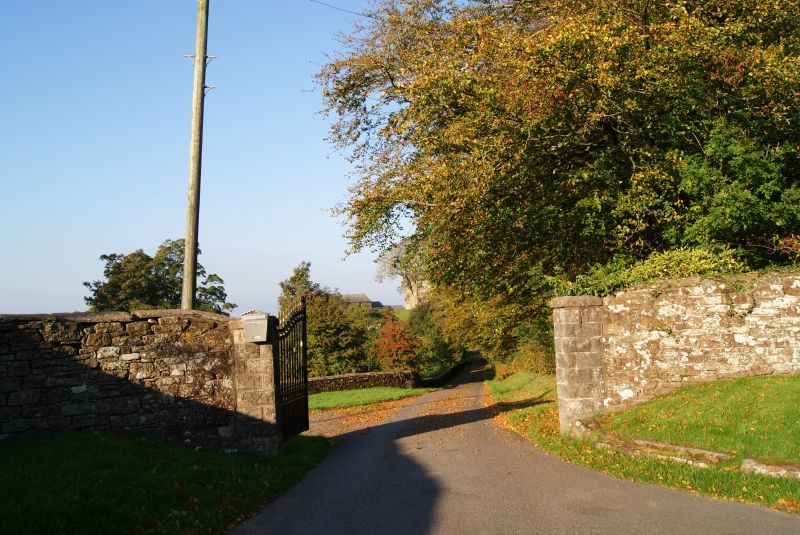
Das Tor von Hayton Castle

Hayton Castle ist eine Burg im Nordosten des Dorfes Hayton in der englischen Grafschaft Cumbria.
Die Burg entstand im 14. oder 15. Jahrhundert als Wohnturm und wurde im 16. und 17. Jahrhundert in ein Wohnhaus umgewandelt. Hayton Castle ist ein einfaches, rechteckiges Haus mit Fenstern aus drei Perioden: 15. Jahrhundert, elisabethanische Zeit und georgianische Zeit. Es hat sehr dicke Mauern und im Keller gibt es ein Tonnengewölbe. Somit gilt es als befestigtes Haus. Im 17. Jahrhundert wohnte dort ein Zweig der Familie Musgrave. Am 11. April 1967 wurde Hayton Castle von English Heritage als historisches Bauwerk I. Grades gelistet.

## Geschichte
Hayton Castle ist das Zentrum einer kleinen Grundherrschaft in Baronat von Allerdale, dessen Familien eine wichtige Rolle in der Geschichte von Cumberland spielten. Die Grundherrschaft ‚‘Hayton‘‘ erhielt ursprünglich der Jäger Seliff von Alan, 2. Lord of Allerdale. Seine Nachfahren nahmen daher dem Namen De Hayton an.
Von den Haytons fiel die Grundherrschaft über die weibliche Linie durch Heirat mit der Erbin der mächtigen Familie Lucy an Robert de Mulcaster. William de Mulcaster, sein Sohn, war in der Zeit zwischen 1298 und 1306 zweimal High Sheriff of Cumberland und etliche Mitglieder seiner Familie scheinen im 14. Jahrhundert Knight of the Shire von Cumberland gewesen zu sein. Diese Linie hielt die Grundherrschaft fünf Generationen lang inne, aber wegen des Fehlens männlicher Nachkommen fiel sie durch Heirat mit einer Erbin an Piers Jeffrey Tilliol. Dieser hatte zwei Töchter, Isabella und Margaret. Isabella, die Hayton erhielt, heiratete John Colville von Torpenhow. Colville starb 1438 und seine Linie endete 1479 wiederum mit zwei Töchtern, die beide jüngere Söhne von Sir Thomas Musgrave (1417–1469) aus Hartley Castle heirateten.
Aus der Ehe von Margaret Colville mit Nicholas Musgrave (1450–1506), vierter Sohn von Sir Thomas Musgrave, entstand die Linie, durch deren Hände die Grundherrschaft 14 Generationen oder 300 Jahre lang ging. Ihr Erbe war Thomas Musgrave, Marshal of Berwick (1483–1542). Dessen Sohn, William Musgrave (1518–1597), Parlamentsabgeordneter von Hayton, erbte das Anwesen. Ihm folgte Sir Edward Musgrave (1561–1641). Dessen Sohn William Musgrave (1596–1634) war der nächste Erbe, gefolgt von seinem Sohn Edward Musgrave (1621–1676). Edward Musgrave wurde 1638 zum 1. Baronet of Hayton ernannt. Ihm folgte sein Sohn, Richard Musgrave, 2. Baronet (1650–1710). Nach dessen Tod fiel Hayton Castle an dessen Sohn und Erben, Sir Richard Musgrave, 3. Baronet (1675–1711). Dieser war 1701 und 1702–1708 Parlamentsabgeordneter für Cumberland. Nach seinem Tod fiel das Anwesen an Sir Richard Musgrave, 4. Baronet (1700–1739). Sir Richard Musgrave, 5. Baronet, (1724–1755) nahm gemäß dem letzten Willen seines Onkels John Hylton, dejure 12. Baron Hylton, aus Hilton Castle den Namen „Hylton“ an. Nachdem dieser ohne Nachkommen starb, fielen Titel und Anwesen an seinen Bruder, Sir William Musgrave, 6. Baronet, (1735–1800), einen Zollbeamten. Nach William Musgraves Tod fielen Titel und Anwesen an seinen jüngeren Bruder, Sir Thomas Musgrave, 7. Baronet, (1737–1812), einen General der British Army. Thomas Musgraves Erbe war ein entfernter Vetter, Sir James Musgrave, 8. Baronet, aus Barnsley Park in Gloucestershire. James Musgrave starb 1814 und ihm folgte sein Sohn, Sir James Musgrave, 9. Baronet (1785–1858). Die Grundherrschaft von Hayton folgte nicht dem Titel und wurde bald danach das Eigentum von einer Mrs Joliffe (Verwandte von William Joliffe, Esq., Parlamentsabgeordneter für den Wahlkreis Petersfield, der 1802 starb), der jüngeren Tochter und später einzigen Erbin von Sir Richard Musgrave Bart. Die Familie Joliffe lebte nicht auf der Burg, sondern verpachtete sie. Unter den Pächtern finden sich Reverend Isaac Robinson (1816), John Blackburn und seinen Sohn (1828), John Blackstock und dann seine Witwe Nancy (1882) und Thomas Bigland, ein bekannter Sportler, (bis 1903). Dann wurde das Anwesen an David Mitchell verkauft, dessen Familie es heute noch besitzt. Mitchell kam aus Schottland; er war kürzlich aus Südafrika zurückgekehrt, wo er im Zweiten Burenkrieg drei Jahre lang bei der British Army gedient hatte.

### Englischer Bürgerkrieg
Der englische Bürgerkrieg verschonte Hayton Castle und seine Eigner nicht. Sir Edward Musgrave, 1. Baronet, war ein glühender Royalist und schonte darin weder seine Person noch sein Vermögen. Er erhielt ein berittenes Regiment auf eigene Kosten und nahm 1648 im Range eines Colonels an der Schlacht von Preston teil. Er soll König Karl II., als diesem in der Schlacht von Worcester das Pferd unter dem Hintern weggeschossen wurde, sein eigenes Pferd zur Verfügung gestellt haben. Nach der verlorenen Schlacht fand Musgrave Zuflucht in Schottland bei George Gordon. Die Parlamentaristen wollten seiner so dringend habhaft werden, als sein Zufluchtsort bekannt wurde, dass Oliver Cromwell den Duke informierte, dass, „wenn er nicht sogleich Ned Musgrave ausliefern würde, Cromwell eine berittene Truppe senden würde, um seine Burg zu stürmen“. Musgrave wurde die Flucht ermöglicht und er floh auf die Isle of Man, wo er später starb.
Hayton Castle selbst wurde durch parlamentaristische Truppen stark beschädigt. Der südliche Teil, der empfindlichste, wurde offenbar am stärksten in Mitleidenschaft gezogen, denn nach dem Krieg wurde er von Sir Edwards Sohn Richard vollständig neu aufgebaut.

## Beschreibung
Vermutlich gab es in Hayton kein Gebäude von größerer Bedeutung vor dem Aufstieg der Familie Mulcaster. Sir Piers de Tilliol zog es offensichtlich vor, in Scaleby zu leben, und hinterließ so keine Spuren in Hayton. So muss man den größten Teil der Bautätigkeit und der Umbauten, die der Burg ihr heutiges Aussehen verliehen, der Familie Musgrave zuschreiben. Heute hat das Gebäude einen rechteckigen Grundriss und misst 29 Meter in Nord-Süd-Richtung und 16 Meter in Ost-West-Richtung. Der nördliche Teil ist am besten erhalten; die meisten Änderungen wurden am Südteil durchgeführt. Der eigenartigste Teil des Hauptbauwerks ist eine 2 Meter dicke Mauer in der Mitte des Gebäudes, vermutlich ein Rest der ursprünglichen Burg. Hayton Castle ist einer von etlichen Orten in Cumberland, an denen Maria Stuart weilte; sie verbrachte am 17. Mai 1568 eine Nacht auf der Burg. Bei ihrer Abreise schenkte sie ihrem Gastgeber ein kleines Bild von ihr in der Mitte eines einfachen Goldringes, ein Kleinod, das durch die Hände vieler Generationen ging. Es heißt allerdings, Maria Stuart habe ebendiese Nacht in Cockermouth verbracht.
Das alte Herrenhaus ist von seinem ursprünglich hohen Rang abgestiegen und dient heute als Bauernhaus. Es gibt drei Treppenhäuser in der Burg. Das Haupttreppenhaus ist aus Stein und in der ersten Biegung befindet sich in der Wand ein Wappen der Musgraves. Dieses enthält sechs Ringe, drei, zwei und einen, mit einer Merlette unter den dreien, während man parallel einen Wappenschnitt auf einem roten Feld von der Familie Penruddock aus Arkelby, einem Zweig der alten Herren von Penruddock, sieht. Das Wappen ließ vermutlich Sir Edward Musgrave anbringen, der Catherine, eine Tochter von Sir Thomas Penruddock aus Arkelby und Exeter, heiratete. Sir Edwards Mutter war eine Martindale, daher deren Wappen draußen. Der Ring ist ein Beizeichen ihres fünften Sohnes, während die Merlette das ihres vierten Sohnes ist. Das Helmkleinod der Musgraves besteht aus zwei Armen in Panzerung und Händen mit Panzerhandschuhen, die einen Ring greifen, der vermutlich Hylton darstellt. Die Steinplatte trägt die Inschrift LAVS. TIBI. DNE REX .GL. ORIE. (dt.: Ehre sei Dir, oh Gott, König der Glorie). Die Arme folgen, wobei das Helmkleinod den Zwischenraum zwischen dem ersten, dem zweiten, dem dritten und dem vierten der obengenannten Worte durchbricht. Dann folgen das Jahr AD 1609 und die Worte PRECOR. VT.SIMVS. MEMORES. BENEFICI ORUM. ERGA. NOS. Der Bittende ersucht den König der Könige, aus seiner Liebe heraus achtsam mit ihm und seiner Familie und ihnen zugeneigt zu sein. Ein zweites Wendeltreppenhaus, das offensichtlich den Rest einer langen Treppenflucht vom Boden bis zum Dach darstellt, zeigt eine Steinplatte, die sich auf die frühere Existenz einer Hauskapelle irgendwo darunter bezieht. Diese Steinplatte in einem alten Fenster in der Ostmauer trägt folgende Inschrift: „Diese Kapelle wurde auf Kosten von Anne Musgrave, dritte Tochter von Sir Richard Musgrave, Baronet, und Dame Dorothy, seiner Gattin, im Jahr AD 1719 repariert“.
Laut einigen Beobachtern bezieht sich dies auf ein Oratorium in der Burg selbst. Alternativ sagt man, dass es eine Kapelle an die Burg angebaut gegeben haben soll und sich die Inschrift auf die Renovierung dieses Gebäudes beziehen soll. Man sagt, dass diese Kapelle noch bis 1820 in Gebrauch gewesen sein soll, dann aber abgebrochen wurde und schnell verfiel. Heute gibt es davon keine Spur mehr. Über dem offenen Kamin aus dem 17. Jahrhundert befindet sich ein weiteres Exemplar des Wappens der Musgraves, das dort im Auftrag von Anne Musgrave, Tochter von Sir Richard Musgrave und seiner Gattin Dorothy, angebracht worden sein soll. An der Außenwand, der Nordwand, gibt es ein Wappen der Martindales aus Mulcaster, namentlich Silber und Rot, mit steinerner Sonnenuhr und den Initialen von Sir Richard, Sohn von Sir Edward und seiner Gattin Anne mit dem Datum 1725.